# Ilyushin Il-20 (1948)
L'Ilyushin Il-20 (in cirillico Ильюшин Ил-20) era un prototipo di bombardiere a tuffo monomotore progettato da Sergey Kochergin e sviluppato in Unione Sovietica dall'OKB 39 diretto da Sergej Vladimirovič Il'jušin alla fine degli anni quaranta.
Caratterizzato da un aspetto inusuale, benché rappresentasse un miglioramento nella precisione e quindi nell'efficacia nel ruolo per il quale era stato progettato, non venne mai avviato alla produzione in serie.

## Storia del progetto
L'Il-20 nasce dall'intuizione di Sergey Kochergin che progettò un bombardiere a tuffo con la cabina di pilotaggio spostata in posizione avanzatissima sopra il motore posizionato sul muso. Questo avrebbe permesso un notevole campo visivo rispetto ad una soluzione tradizionale con l'abitacolo posizionato più o meno al centro della fusoliera. Il progetto venne presentato a Sergej Vladimirovič Il'jušin che ne decise lo sviluppo realizzandone un prototipo.
Dotato di prestazioni ragguardevoli per essere pesantemente corazzato, ricordava vagamente le soluzioni tecniche adottate dai britannici Blackburn Blackburn e Blackburn Cubaroo, che avevano simili abitacoli separati.
La dotazione bellica del velivolo era notevole, così come la sua varietà, dandogli delle potenzialità molto interessanti vanificate però dalla non adeguata potenza disponibile dal motore che si ripercossero sulle prestazioni non all'altezza di un mezzo nato all'inizio dell'era dei motori a getto. Per questo motivo ne venne richiesta la cancellazione dello sviluppo dopo un solo esemplare realizzato. Venne anche studiata una soluzione più convenzionale nel posizionamento dell'abitacolo ma che non ebbe alcun seguito.

## Utilizzatori
Unione Sovietica
- Voenno-vozdušnye sily

utilizzato soltanto in test comparativi.